# Kathrin Zechner

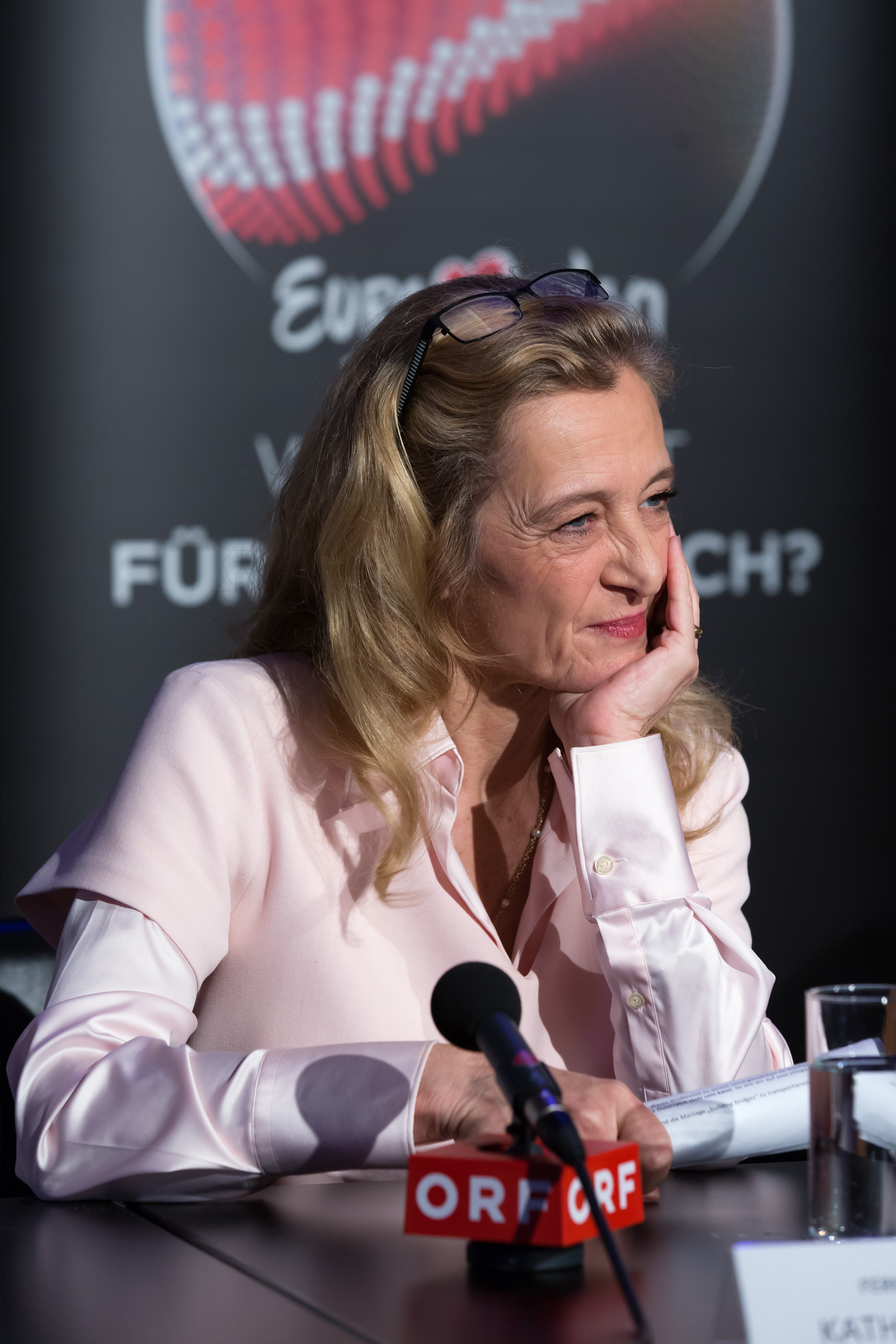
Kathrin Zechner (2015)

Kathrin Zechner (* 17. Mai 1963 in Graz, Steiermark) ist eine österreichische Programmdirektorin. Zechner war von 2012 bis 2021 Fernsehdirektorin des Österreichischen Rundfunks (ORF).

## Ausbildung und Karriere
Kathrin Zechner studierte von 1981 bis 1986 Jus und Theaterwissenschaften in Wien.
Von 1986 bis 1991 war sie freie Mitarbeiterin beim ORF. 1992 wurde sie Unterhaltungschefin beim deutschen Privatfernsehsender Tele 5 in München. Von 1992 bis zu ihrem neuerlichen Wechsel zurück zum ORF baute sie die deutsche Niederlassung der Produktionsfirma Endemol auf. Von 1995 bis 2002 war Zechner Programmintendantin des ORF und arbeitete anschließend zwei Jahre als Projektentwicklerin für Theater- und Filmproduktionen. Als Nachfolgerin von Rudi Klausnitzer übernahm sie 2004 sukzessive die  Intendanz der Vereinigten Bühnen Wien für den Musicalbereich. Unter ihrer Führung wurden Musicals wie Rebecca, The Infernal Comedy mit John Malkovich, Romeo und Julia und die Weberischen entwickelt und zur Uraufführung gebracht.
Von 2012 bis 2021 war Kathrin Zechner Fernsehdirektorin des ORF. Unter ihrer Führung wurde die Fernsehinformation mit zwei neuen täglichen Sendungen (heute mittag auf ORF2 und ZiB Magazin auf ORFeins) ausgebaut, neue eigenproduzierte Formate für den jüngeren ORF-Sender ORF eins (wie zum Beispiel die Wahlfahrt mit Hanno Settele) entwickelt sowie neue Dokumentationen (Universum History, Weltjournal Plus, Dokumentationen auf ORF eins) ins Programm gehoben.
Ihre Nachfolgerin als ORF-Programmdirektorin seit Jänner 2022 ist Stefanie Groiss-Horowitz, die vom ORF-Stiftungsrat im September 2021 auf Vorschlag von Roland Weißmann bestellt wurde.
Kathrin Zechner ist Mutter zweier Söhne. 

## Auszeichnungen
- 2014 Wiener Frauenpreis
- 2015 Medienlöwin in Gold[3]
- 2016 Großes Verdienstzeichen des Landes Salzburg[4]
- 2025 Tiroler Adler-Orden in Gold[5]